# Thảm sát ở biên giới Tây Ninh 1977
Vào rạng sáng ngày 25 tháng 9 năm 1977, trong lúc người dân tỉnh Tây Ninh, Việt Nam chuẩn bị cho Tết Trung thu, lực lượng Khmer Đỏ đã chỉ huy tấn công vào hàng loạt các huyện biên giới của tỉnh này, bao gồm huyện Tân Biên, Châu Thành và Bến Cầu, gây ra cái chết trực tiếp cho hơn 1.000 người. Trọng điểm của vụ thảm sát được diễn ra tại xã Tân Lập, huyện Tân Biên, tỉnh Tây Ninh gây ra cái chết cho hơn 500 người trong xã. Sau vụ thảm sát, ấp đông dân nhất của xã chỉ còn lại 3 người sống sót. Trong cuộc tấn công của Khmer Đỏ, lực lượng này cũng đã thảm sát tại một trường tiểu học ở Tân Biên khiến 11 giáo viên bị sát hại thông qua hình thức cưỡng hiếp, phanh thây và thực hiện biến thái tình dục đối với các nạn nhân nữ. Đến sáng hôm 25, lực lượng Việt Nam mới phá vòng vây thành công và chính thức đẩy lùi quân Khmer Đỏ khỏi lãnh thổ Việt Nam vào ba hôm sau đó.
Sau cuộc tấn công, vào ngày 31 tháng 12 năm 1977, Campuchia chính thức đơn phương cắt đứt quan hệ ngoại giao đối với Việt Nam. Sau khi chiến tranh kết thúc, một khu di tích đã được dựng lên ngay trên chính khu vực sát hại 11 giáo viên của Khmer Đỏ. Đồng thời, vào mỗi dịp Tết Trung thu, người dân địa phương xã Tân Lập, huyện Tân Biên cũng thường tổ chức "hội giỗ" để tưởng niệm những người đã bị đội quân của Pol Pot sát hại.

## Bối cảnh
Ngay trong giai đoạn kể từ khi Việt Nam thống nhất, Khmer Đỏ do Pol Pot lãnh đạo đã tập trung lực lượng mở nhiều cuộc tấn công vào biên giới phía Tây Nam của Việt Nam. Trong năm 1975, lực lượng này đã tập trung xâm chiếm đảo Phú Quốc, Thổ Chu, Hòn Ông, Hòn Bà của Việt Nam và sau đó mở rộng dọc theo các tuyến biên giới kéo dài từ Hà Tiên đến Tây Ninh, rồi kéo dài lên các tỉnh của Tây Nguyên. Chỉ từ tháng 5 năm 1975 đến ngày 23 tháng 12 năm 1978, lực lượng của Pol Pot đã giết hại 5.230 người dân Việt Nam, số người bị bắt và thủ tiêu được cho là lên tới 20.000 người. Lực lượng này đã thực hiện các cuộc truy quét hàng loạt trên lãnh thổ Việt Nam với mục tiêu, "thực hiện 1 diệt 30, hy sinh 2 triệu người Campuchia để tiêu diệt 60 triệu người Việt Nam". Riêng tỉnh Tây Ninh, lực lượng Khmer Đỏ cũng nhiều lần gây xung đột biên giới ở khu vực Tân Biên, Châu Thành và Bến Cầu. Đến tháng 6 năm 1977, Pol Pot đã ra tuyên bố xem Việt Nam là "kẻ thù số một, kẻ thù vĩnh cửu" đối với Campuchia, mở màn hàng loạt các cuộc tấn công vào biên giới của Việt Nam.

## Diễn biến
Vào lúc 0 giờ 15 phút ngày 25 tháng 9 năm 1977, trong dịp chuẩn bị Tết Trung thu, Khmer Đỏ đã tổ chức tấn công xâm lược vào địa phận tỉnh Tây Ninh của Việt Nam. Lực lượng này đã tấn công vào các ấp Tân Khai, Tân Chánh, Tân Thành, Bảy Bàu, Chàng Riệc... thuộc khu vực xã Tân Lập, huyện Tân Biên và xã Long Phước, Long Khánh thuộc huyện Bến Cầu. Lính Khmer Đỏ tấn công đổ bộ và la lớn, "cáp yuon, băng yuon", được hiểu là yêu cầu chém sạch và giết sạch người Việt. Đợt tấn công sau đó đã lan rộng ra 18 xã thuộc 4 huyện biên giới của Tây Ninh. Khmer Đỏ đã huy động một lực lượng bao gồm Sư đoàn 3, Sư đoàn 4, Trung đoàn 306 Đặc nhiệm và quân đội địa phương vùng 20 và 23 để tấn công.
Với trọng điểm tại xã Tân Lập thuộc huyện Tân Biên, lực lượng này tạo thành 9 mũi tấn công bao vây 5 ấp bao gồm Tân Khai, Tân Chánh, Tân Thạnh, Bảy Bàu và Chằng Riệc để đốt phá và bắn giết. Trong số đó sẽ có một nhóm lực lượng bao vây các chốt biên phòng và quân sự của Việt Nam. Sau khi thực hiện xâm lược vào biên giới Tây Ninh, Khmer Đỏ đã thực hiện chém giết như thời kỳ trung cổ thông qua việc chặt mảnh các thi thể, cưỡng hiếp phụ nữ, mổ bụng các nạn nhân đang mang thai, rạch miệng... Đối với trẻ sơ sinh, binh lính của Khmer Đỏ đã chọc thẳng mũi giáo vào người rồi ném cả ngọn giáo vào đám lửa. Nhiều hầm trú ẩn với số lượng người lên tới 16, 17 người cũng bị giết sạch hàng loạt, 22 người bị trói và chết cháy trong một ngôi chùa. Ngoài ra, đội quân của Pol Pot cũng xử dụng pháo đánh xa để tấn công sâu hơn vào thị xã Tây Ninh, tỉnh lị của Tây Ninh. Cuộc tấn công đã kéo dài sâu vào biên giới Tây Ninh khoảng 10 km, trên tuyến biên giới kéo dài hơn 200 km.
Đến sáng ngày 25, lực lượng Việt Nam bao gồm Sư đoàn 9 và Quân đoàn 4, Quân khu 7 mới bắt đầu phá vây và tiến công đáp trả tới Tân Lập. Chỉ trong vòng một đêm, chỉ còn lại một số ít người dân địa phương còn sống sót. Theo báo Pháp luật Việt Nam, sau vụ thảm sát, số người sống sót tại ấp Tân Thành chỉ còn lại 3 người. Đến ngày 27 tháng 9, quân Khmer Đỏ mới rút quân trở về nước. Theo một số nhân chứng kể lại, ngay trước nhà tập thể tại một trường tiểu học ở Tân Biên, Khmer Đỏ đã treo đầu của hai thầy giáo còn phần mình thì nằm phía sau nhà tập thể với đầy rẫy vết chém trên người. Trong khi đó, hiệu trưởng trường cùng 6 cô giáo khác được cho là đã bị cưỡng hiếp và làm những trò biến thái tính dục như đưa đất đá hoặc giáo mác đâm thẳng vào âm đạo hoặc là chặt đầu, rạch bụng các thi thể. Hai giáo viên khác chết trong giếng sau trường học.

## Nạn nhân
Tổng cộng trong cuộc tiến công chỉ kéo dài trong thời gian ngắn đã có hơn 1.000 người bị sát hại; Trong đó, chỉ riêng xã Tân Lập thuộc huyện Tân Biên lên tới 506 người, huyện Bến Cầu với 230 người và huyện Châu Thành với 87 người. Chỉ trong vòng 3 giờ đồng hồ tấn công, Khmer Đỏ đã sát hại lên tới 592 người. Tổng cộng đã có 20 gia đình bị giết sạch không còn một ai. Riêng tại xã Tân Lập, đã có trường hợp 11 giáo viên trong một trường tiểu học bị sát hại tập thể, gồm 9 cô giáo và 2 thầy giáo; tuy nhiên theo bia mộ thì số lượng cô giáo là 7 và thầy giáo là 4. Hầu hết các giáo viên là sinh viên mới ra trường, một trong số đó còn đang là sinh viên thực tập. Các giáo viên này có xuất thân từ Thành phố Hồ Chí Minh. Vụ sát hại diễn ra trong bối cảnh trường chỉ vừa được tổ chức hoạt động khoảng một tuần. Theo lời kể một nhân chứng, vào hôm thứ Bảy ngày 24 tháng 9 thay vì về với gia đình ở Hòa Thành hay thị xã Tây Ninh thì các giáo viên này đã quyết định ở lại nhà tập thể nhằm chuẩn bị quà, bánh để tổ chức Tết Trung thu cho học sinh.

## Ảnh hưởng
Vì lý do Việt Nam đáp trả lại cuộc tấn công, Campuchia đã đơn phương cắt đứt quan hệ ngoại giao với Việt Nam vào ngày 31 tháng 12 năm 1977. Sau đó, quân đội của Pol Pot đã mở màn cho hàng loạt các cuộc tấn công vào huyện Tri Tôn, tỉnh An Giang dẫn đến thảm sát Ba Chúc khiến hơn 3.000 người thiệt mạng. Đến ngày 7 tháng 1 năm 1979, lực lượng vũ trang tỉnh Tây Ninh đã phối hợp cùng Quân khu 7, tấn công lật đổ chế độ Pol Pot ở Campuchia. Trong suốt cuộc chiến đấu với Khmer Đỏ, ở Tây Ninh đã có tổng cộng 1.216 người dân bị sát hại, 3.456 cán bộ và chiến sĩ tử trận, 800 nhà cửa của người dân bị thiêu rụi.
Do lo sợ và ám ảnh về cuộc tấn công của Khmer Đỏ, vùng đất Tân Lập, thuộc huyện Tân Biên vẫn không có người dân nào đến sinh sống nhiều năm sau đó. Sau khi chiến tranh biên giới Việt Nam – Campuchia kết thúc, vào dịp Tết Trung thu mỗi năm, người dân xã Tân Lập cũng thường tổ chức "hội giỗ" để tưởng niệm những người đã bị quân đội của Pol Pot sát hại.

## Tưởng niệm
Sau khi chôn cất 11 thi thể, quần chúng nhân dân địa phương đã xây dựng một bia mộ nhỏ trước trường tiểu học Tân Thành với dòng chữ, "Hận thù này, nhân dân Tân Lập ghi nhớ suốt đời". Tuy nhiên, đến cuối năm 1977, một đạn pháo của Khmer Đỏ đã tấn công và làm phá hỏng bia mộ. Năm 1999, bia chứng tích tội ác của Pol Pot được xây dựng trở lại ngay trên chính nền đất cũ. Mặc dù được ghi là nơi tưởng niệm 11 giáo viên bị sát hại, nhưng chính quyền Việt Nam lại gọi đây là "Khu chứng tích tội ác quân Khmer đỏ Pol Pot–Ieng Sar" nhằm để ghi lại tội ác mà Khmer Đỏ đã gây ra đối với người dân Tây Ninh.
Đến ngày 27 tháng 12 năm 2001, Ủy ban nhân dân tỉnh Tây Ninh đã ban hành Quyết định 265 để xếp hạng, khoanh vùng đồng thời bảo vệ theo mức độ Di tích lịch sử. Đến năm 2013, Sở Văn hóa, Thể thao & Du lịch tỉnh Tây Ninh đã tổ chức sửa chữa Khu chứng tích với chi phí 570 triệu đồng.

### Danh sách ghi chú
1. ↑  Xem các nguồn: [5][6][7][8].
2. ↑  Từ trong nguồn là "cáp dùn, băng dùn".[5] Đôi lúc nó cũng có thể được viết là "cáp duồn".[9] Tuy nhiên, từ gốc của "dùn" hay "duồn" chính là "yuon".